# Cassius Marcellus Coolidge

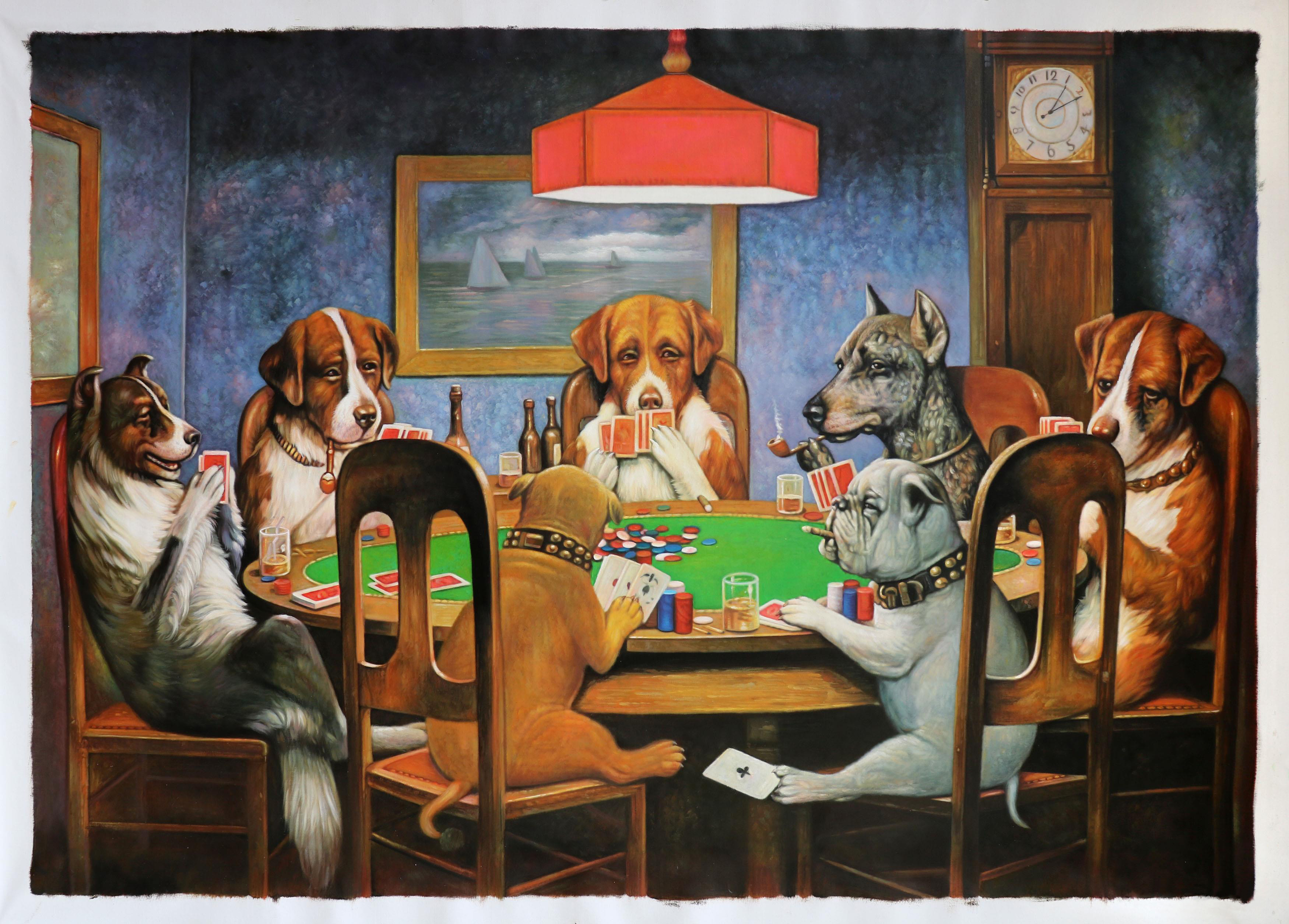
Obraz Coolidge’a A Friend in Need (1903)

Cassius Marcellus Coolidge (ur. w 1844 w Antwerp, zm. w 1934 w Nowym Jorku) – amerykański malarz i ilustrator, znany przede wszystkim z serii obrazów przedstawiających psy grające w pokera. Coolidge stworzył szesnaście prac o tej treści w okresie od ok. 1903 do połowy lat drugiej dekady XX w., na zamówienie firmy reklamowej Brown & Bigelow. Obrazy te do dziś są popularnym elementem popkultury i doczekały się licznych adaptacji.

## Życiorys
Urodził się na farmie w rodzinie kwakrów. Na początku l. 60. XIX w. opuścił rodzinny dom i rozpoczął karierę plastyczną, pierwotnie jako ilustrator czasopism.